# Луций Емилий Пап (консул 225 пр.н.е.)
Вижте пояснителната страница за други личности с името Луций Емилий Пап.
Луций Емилий Пап (на латински: Lucius Aemilius Papus) e политик на Римската република през 3 век пр.н.е.

## Биография
Той е син на Квинт Емилий Пап (консул 282 и 278 пр.н.е.) от род Емилии, клон Пап.
През 225 пр.н.е. Емилий Пап е избран за консул заедно с Гай Атилий Регул. Той побеждава нахлулите келти в битката при Теламон, при която колегата му Регул е убит. След грабежен поход против боиите Пап се връща в Рим и празнува триумф.
През 220 пр.н.е. той е цензор заедно с Гай Фламиний. По идея на колегата му се построяват Виа Фламиниа и Цирк Фламиний. През 216 пр.н.е. Пап е триумвир (IIIviri mensarii).
Вероятно е баща на Луций Емилий Пап, претор от 205 пр.н.е.